# Lovitura de stat din Cehoslovacia din 1948
Lovitura de stat din Cehoslovacia din 1948 (în cehă Únor 1948, în slovacă Február 1948, ambele însemnând „Februarie 1948") – cunoscut în istoriografia comunistă ca Victoriosul Februarie (în cehă Vítězný únor, în slovacă Víťazný február) – a fost un eveniment în februarie 1948 prin care Partidul Comunist Cehoslovac, cu susținere sovietică, a preluat controlul deplin asupra guvernului Cehoslovaciei, inaugurând astfel peste patru decenii de dictatură sub conducerea sa.
Semnificația loviturii de stat s-au extins mult dincolo de granițele țării, cu toate acestea, a fost un semnal clar de-a lungul drumului deja bine pavat spre Războiul Rece deplin. Șocul cu care Occidentul a salutat evenimentul, care a purtat ecourile distincte ale Acordului din München a ajutat adoptarea rapidă a Planul Marshall, crearea unui stat în Germania de Vest, măsuri energice pentru a păstra comuniștii departe de putere în Franța și în special Italia, precum și măsuri de securitate care cu puțin peste un an, a rezultat în crearea NATO și desenarea definitivă a Cortinei de Fier până la căderea comunismului în 1989.